# Stipagrostis griffithii
Stipagrostis griffithii är en gräsart som först beskrevs av Johannes Jan Theodoor Henrard, och fick sitt nu gällande namn av De Winter. Stipagrostis griffithii ingår i släktet Stipagrostis och familjen gräs. Inga underarter finns listade i Catalogue of Life.